# Bruinsnavelmuisspecht
De bruinsnavelmuisspecht (Campylorhamphus pusillus) is een zangvogel uit de familie Furnariidae (ovenvogels).

## Verspreiding en leefgebied
Deze soort telt vijf ondersoorten:
- C. p. borealis: Costa Rica en westelijk Panama.
- C. p. olivaceus: centraal en oostelijk Panama.
- C. p. tachirensis: noordoostelijk Colombia en noordwestelijk Venezuela.
- C. p. guapiensis: de kust van zuidwestelijk Colombia.
- C. p. pusillus: westelijk en centraal Colombia, westelijk Ecuador en noordelijk Peru.

## Status
De grootte van de populatie is in 2019 geschat op 0,5-5 miljoen volwassen vogels. Op de Rode lijst van de IUCN heeft deze soort de status niet bedreigd.